# Wielki dekanat kłodzki
Wielki dekanat kłodzki – historyczna jednostka podziału terytorialnego Kościoła katolickiego na ziemi kłodzkiej.

## Historia

### Początki organizacji kościelnej
Ziemia kłodzka (odrębnie od Śląska, zależnego od biskupów wrocławskich) podlegała biskupstwu w Pradze już od jego powstania w 973 r. Między 1179 a 1180 r. powstał pierwszy drewniany kościół w Kłodzku pw. św. Wacława na Górze Zamkowej (tzw. pogański). W końcu XII w. pojawił się w diecezji praskiej podział na dekanaty i archidiakonaty. Na ziemi kłodzkiej został utworzony osobny dekanat, wchodzący w skład archidiakonatu hradeckiego. Pierwszym znanym z imienia dziekanem był w połowie XIII w. niejaki o. C (być może Christoph?), proboszcz z Szalejowa Dolnego.

### Rozwój organizacji kościelnej

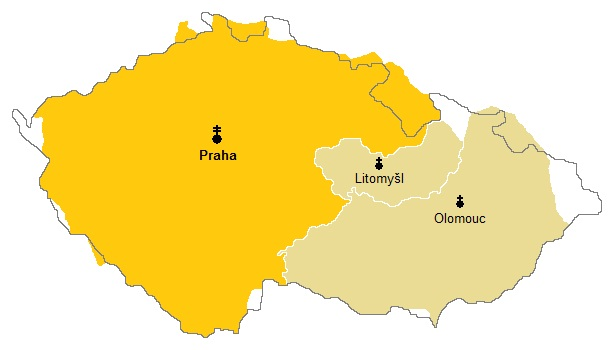
Zasięg archidiecezji praskiej ok. 1400 roku na tle obecnych granic Czech

W 1459 r. król Czech Jerzy z Podiebradów przekształcił ziemię kłodzką w samodzielne hrabstwo kłodzkie, w którym rządy objął jego ród Podiebradowiczów. Pod koniec XV w. sieć parafialna była już na tym terenie bardzo dobrze rozwinięta. 24 stycznia 1631 r. dziekan Hieronymus Keck został mianowany pierwszym wikariuszem biskupim dla hrabstwa kłodzkiego. Świadczyło to o silnej pozycji kłodzkiego duchowieństwa.

### Powstanie wielkiego dekanatu
W wyniku wojen śląskich (1740–1763) dekanat kłodzki znalazł się pod panowaniem pruskim, co potwierdził zawarty w 1763 r. pokój w Hubertusburgu. Pomimo zmiany przynależności państwowej ziemia kłodzka pozostała w granicach archidiecezji praskiej. Wybór dziekanów kłodzkich pozostawał w gestii króla pruskiego. Więzy łączące ziemię kłodzką od kilku stuleci uległy rozluźnieniu, wobec tego w 1789 r. arcybiskup praski mianował ówczesnego dziekana i książęco-arcybiskupiego wikariusza Karla Wintera na archidiakona z prawem noszenia na piersi krzyża prałackiego, który miał sprawować rządy w jego imieniu.

W międzyczasie przy okazji reorganizacji struktury terytorialnej Kościoła katolickiego w Niemczech władze pruskie pertraktowały ze Rzymem na temat przyłączenia hrabstwa kłodzkiego do diecezji wrocławskiej. W 1810 r. władze pruskie utworzyły „królewski urząd dziekański” na czele z wielkim dziekanem (niem. Großdechant), którym miał być każdorazowy dziekan kłodzki. Ostatecznie ze względu na sprzeciw arcybiskupów praskich zdecydowano się na rozwiązanie kompromisowe i zaakceptowano fakty dokonane, uznając powstanie wielkiego dekanatu, który pozostał jednak w granicach archidiecezji praskiej.

### Wikariat generalny hrabstwa kłodzkiego
Po zakończeniu I wojny światowej powstała niepodległa Czechosłowacja, która rościła sobie prawo do ziemi kłodzkiej opierając się m.in. na jej kościelnej przynależności do archidiecezji praskiej. Większość mieszkańców sprzeciwiała się jednak takiemu rozwiązaniu. Zaistniała sytuacja spowodowała więc zmianę struktury kościelnej i przekształcenie wielkiego dekanatu w „Wikariat generalny archidiecezji praskiej w Prusach”, na którego czele stał prałat, który miał prawo do noszenia (tak jak biskup) pektorału i infuły. Miał on także prawo uczestniczyć w obradach Konferencji Episkopatu Niemiec.

### Po 1945 roku
Po zakończeniu II wojny światowej ziemia kłodzka została decyzją mocarstw przyłączona do Polski. W ciągu 2 lat (1945–1947) przesiedlono większość ludności do zachodniej części Niemiec, głównie Nadrenii Północnej-Westfalii. Taki sam los spotkał księży katolickich, w tym prałata Franza Monsego osiadłego w Telgte, które stało się dla wysiedlonych mieszkańców, rozsianych po różnych częściach Niemiec, miejscem corocznych pielgrzymek do tamtejszego sanktuarium.
Także po II wojnie światowej teren ten podlegał formalnie archidiecezji praskiej poprzez urząd wikariatu generalnego, bowiem mimo wysiedlenia ludności i zmiany granic państwowych urząd wielkiego dziekana (wikariusza generalnego) został utrzymany. Związane to było z nie do końca jasną sytuacją prawną tzw. polskich Ziem Odzyskanych. Mianowicie RFN nie uznawała granicy na Odrze i Nysie Łużyckiej. Sytuacja ta zmieniła się po dojściu w Niemczech do władzy kanclerza Willy’ego Brandta i unormowaniu stosunków układem RFN-PRL z 7 grudnia 1970.
Po uznaniu granicy zachodniej Polski przez RFN, Watykan przystąpił do przekształcania przedwojennych diecezji niemieckich. 28 czerwca 1972 papież Paweł VI bullą Episcoporum Poloniae coetus powołał pełnoprawne jednostki administracyjne Kościoła katolickiego na ziemiach zachodnich i północnych.
Wtedy to ziemia kłodzka została formalnie wyłączona z archidiecezji praskiej i włączona w skład odnowionej archidiecezji wrocławskiej. Na terenie dawnego wielkiego dekanatu utworzono cztery mniejsze: kłodzki, bystrzycki, noworudzki i polanicki.
Od 1998 wielki dziekan nie jest już członkiem Konferencji Episkopatu Niemiec. Jego obowiązki przejął wizytator apostolski dla księży i wiernych hrabstwa kłodzkiego. Z chwilą zakończenia posługi przez ks. Franza Junga w 2011 nowy wielki dziekan nie został powołany.
Obowiązki wizytatora dla całego Śląska (archidiecezja wrocławska w granicach do 1945 r., dawny archiprezbiteriat kietrzański w Branicach i wielki dekanat kłodzki) przejął ks. Joachim Giela.

## Lista wikariuszy i wizytatorów kanonicznych
Lista wikariuszy książęco-arcybiskupich, wikariuszy generalnych i wizytatorów kanonicznych, od 1810 r. z tytułem wielkiego dziekana:
- 1740–1743 ks. Maximilian Joseph von Astfeld (wikariusz książęco-arcybiskupi)
- 1743–1749 ks. Johann Georg Wolf (wikariusz książęco-arcybiskupi)
- 1749–1754 ks. Leopold Michael Aster (wikariusz książęco-arcybiskupi)
- 1754–1760 ks. Michael Scholz (wikariusz książęco-arcybiskupi)
- 1761–1763 ks. Karl Kleiner (wikariusz książęco-arcybiskupi)
- 1763–1766 ks. Christoph Joseph Exner (wikariusz książęco-arcybiskupi)
- 1766–1767 ks. Anton Rathsmann (wikariusz książęco-arcybiskupi)
- 1767–1808 ks. Karl Winter (wikariusz książęco-arcybiskupi)
- 1809–1843 ks. Joseph Knauer (wikariusz książęco-arcybiskupi), pierwszy z tytułem wielkiego dziekana
- 1844–1845 ks. Johann Joseph Harbig (wikariusz książęco-arcybiskupi)
- 1846–1869 ks. Anton Ludwig (wikariusz książęco-arcybiskupi)
- 1869–1878 ks. Franz Brand (wikariusz książęco-arcybiskupi)
- 1878–1881 wakat, Ernst Hoffmann jako administrator
- 1881–1883 ks. Franz Nitschke (wikariusz książęco-arcybiskupi)
- 1883–1889 ks. Ernst Hoffmann (wikariusz książęco-arcybiskupi)
- 1889–1901 ks. prałat dr Ernst Mandel (wikariusz książęco-arcybiskupi)
- 1901–1909 ks. prałat dr Wilhelm Hohaus (wikariusz książęco-arcybiskupi)
- 1910–1920 ks. prałat dr Edmund Scholz (wikariusz generalny)
- 1921–1937 ks. prałat Franz Dittert (wikariusz generalny)
- 1938–1962 ks. prałat dr Franz Monse (wikariusz generalny)
- 1962–1977 ks. prałat Leo Christoph (wikariusz generalny, od 1972 r. wizytator kanoniczny)
- 1977–1983 ks. prałat Paul Sommer (wizytator kanoniczny)
- od 1983 ks. prałat Franz Jung (do 2012 wizytator kanoniczny)

## Wizytatorzy kanoniczni dla całego Śląska
- 2012–2019 ks. Joachim Giela

## Struktura
- liczba parafii: 55
- liczba kuracji apostolskich: 5
- liczba księży: 138
- liczba zakonów męskich: 5
- liczba zakonów żeńskich: 9